# Tonna
A tonna, angolszász területeken metrikus tonna (rövidítése: t) egy tömegmértékegység, ezer kilogrammal, azaz körülbelül 1 köbméter víz tömegével egyenértékű. Nem SI-mértékegység, de használata megengedett.
Nem tévesztendő össze az észak-amerikai hűtő- és klímaiparban használt ton of refrigeration-nel („hűtési tonnával”), amely nem tömeg- hanem teljesítmény-mértékegység, gyakori rövidítései RT, TR, ToR, és amely definíciója szerint, pontosan egyenlő 12 000 BTU/h-val, az SI-rendszerben pedig körülbelül 3517 Watt-nak, azaz nagyjából 3,5 kW-nak felel meg.

## Energia mértékegységeként
A trinitrotoluol (TNT) „tonnáját” (általában kilotonna, megatonna, gigatonna nagyságrendben) az energia mértékegységeként is szokás használni, kifejezetten nukleáris fegyverek, vagy meteorbecsapódások pusztító erejének kifejezésére. A TNT fűtőértéke 4,184 MJ/kg (vagy 1 kalória/milligramm). Így, 1 kilotonna TNT = 4,184 TJ, 1 Mt TNT = 4,184 PJ.